# Ptilodactyla satoi
Ptilodactyla satoi is een keversoort uit de familie Ptilodactylidae. De wetenschappelijke naam van de soort is voor het eerst geldig gepubliceerd in 2006 door Stribling.